# Front Zachodni (Imperium Rosyjskie)

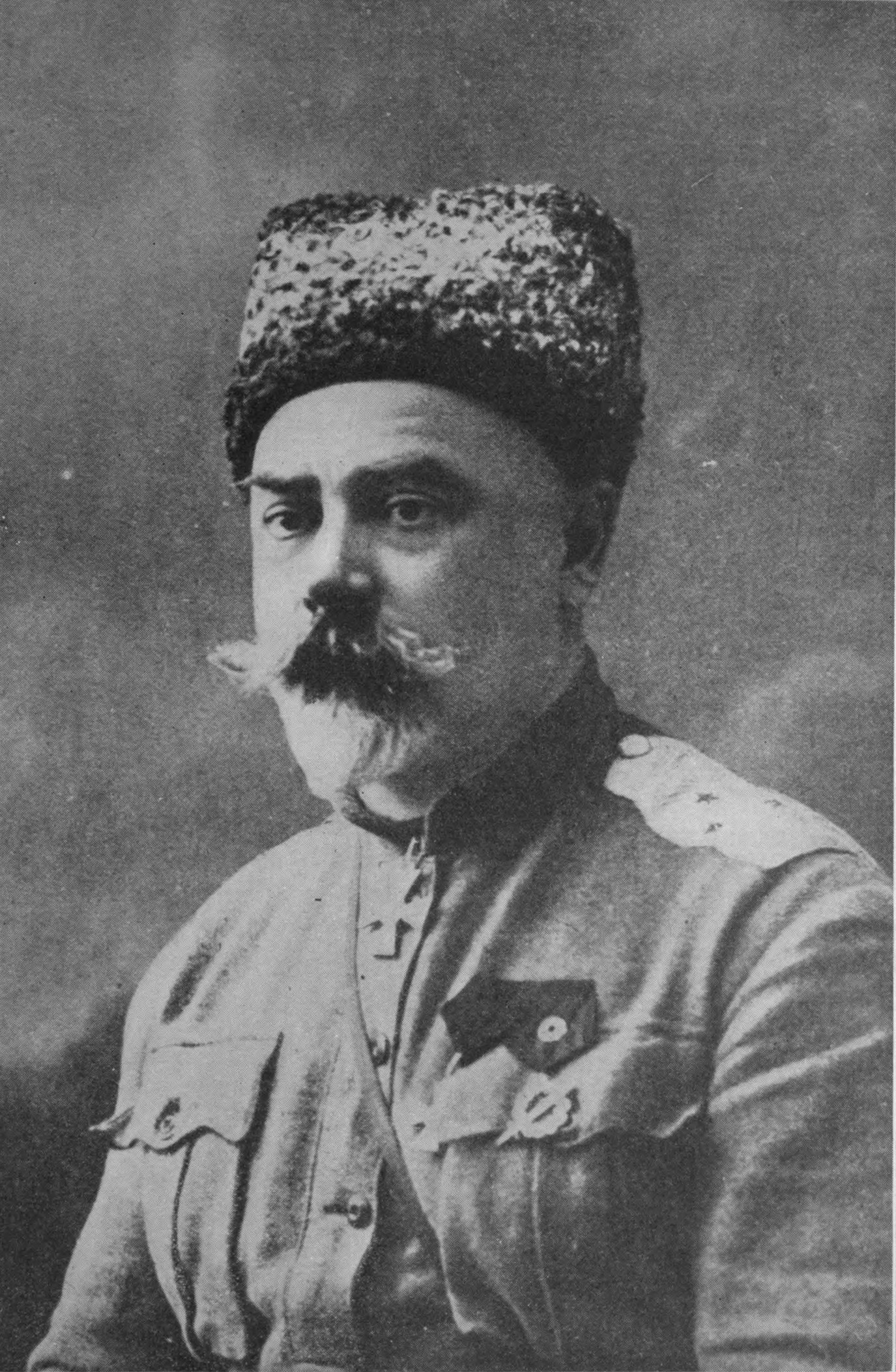
Anton Denikin

Front Zachodni (ros. Западный фронт) – dowództwo frontu sformowano w sierpniu 1915 na bazie Frontu Północno-Zachodniego. Rozformowano na początku 1918.

## Naczelni dowódcy Frontu
- gen. piechoty Michaił Aleksiejew: 4 sierpnia 1914 – 18 sierpnia 1915
- gen. piechoty Aleksiej Ewert: 23 sierpnia 1915 – 11 marca 1917
- gen. piechoty Władimir Smirnow: marzec 1917
- gen. kawalerii Wasilij Gurko: 31 marca 1917 – 23 maja 1917
- gen. lejtnant Anton Denikin: 31 maja 1917 – 30 lipca 1917
- p.o. gen. lejtnant Piotr Łomnowskij: 31 lipca 1917 – 5 sierpnia 1917
- gen. piechoty Piotr Bałujew: 5 sierpnia 1917 – 12 listopada 1917.

## Skład Frontu
- 1 Armia: sierpień 1915 – kwiecień 1916,
- 2 Armia: sierpień 1915 – początek 1918,
- 3 Armia: : sierpień 1915 – czerwiec 1916 i lipiec 1916 – początek 1918,
- 4 Armia: : sierpień 1915 – październik 1916,
- 10 Armia: sierpień 1915 – początek 1916,
- Armia Specjalna: sierpień – wrzesień 1916 i listopad 1916 – lipiec 1917.